# Échangeur de Godomey
L'échangeur de Godomey est un échangeur autoroutier situé à Godomey dans la commune d'Abomey-Calavi au Bénin, ouvert à la circulation en 2011. Première infrastructure de ce type dans le pays, il a pour objectif de résoudre les problèmes d'engorgement des voies d'accès et la traversée de Cotonou et se situe à l'intersection des deux axes routiers majeurs de la sous-région, le corridor Abidjan-Lagos et celui de Cotonou-Bamako.

## Historique
Sa réalisation est le fruit d'une collaboration entre la république populaire de Chine et celle du Bénin. Le coût global des travaux lancés en 2007 a été estimé à 12 milliards de francs CFA, non compris le coût des expropriations et du déplacement des réseaux. La première pierre a été posée le 26 août 2008, en présence notamment du chef de l'État, le président Thomas Boni Yayi, et de l'Ambassadeur de Chine.
Au moment de son ouverture, les travaux de finition (garde-fous, éclairage) n'étaient pas encore achevés. 
Grâce à cette nouvelle infrastructure, les problèmes de saturation et d'embouteillage ont été partiellement réglés, mais en 2019 des voix s'élèvent pour dénoncer l'insalubrité et l'insécurité qui y règnent.

## Axes concernés
Ce carrefour est appelé à supporter et à diffuser le trafic local concernant Cotonou, Abomey-Calavi, Godomey et les villes à l'intérieur du pays, mais aussi un trafic accru sur deux axes majeurs d'Afrique de l'Ouest : le corridor Abidjan-Lagos, qui porte la RNIE 1 allant de la frontière du Nigeria à celle du Togo en passant par Cotonou, et du corridor Cotonou-Bamako (ou Cotonou-Niamey) intégrant la RNIE 2 reliant Cotonou à Malanville.

## Caractéristiques techniques
Le trafic motocycliste est séparé de celui des autres véhicules. La longueur totale du tracé est d'environ 5 065 m, celui de la route principale de 940 m et celui des bretelles de 1 491 m. On compte quatre ponts et deux ponceaux de passage inférieur.

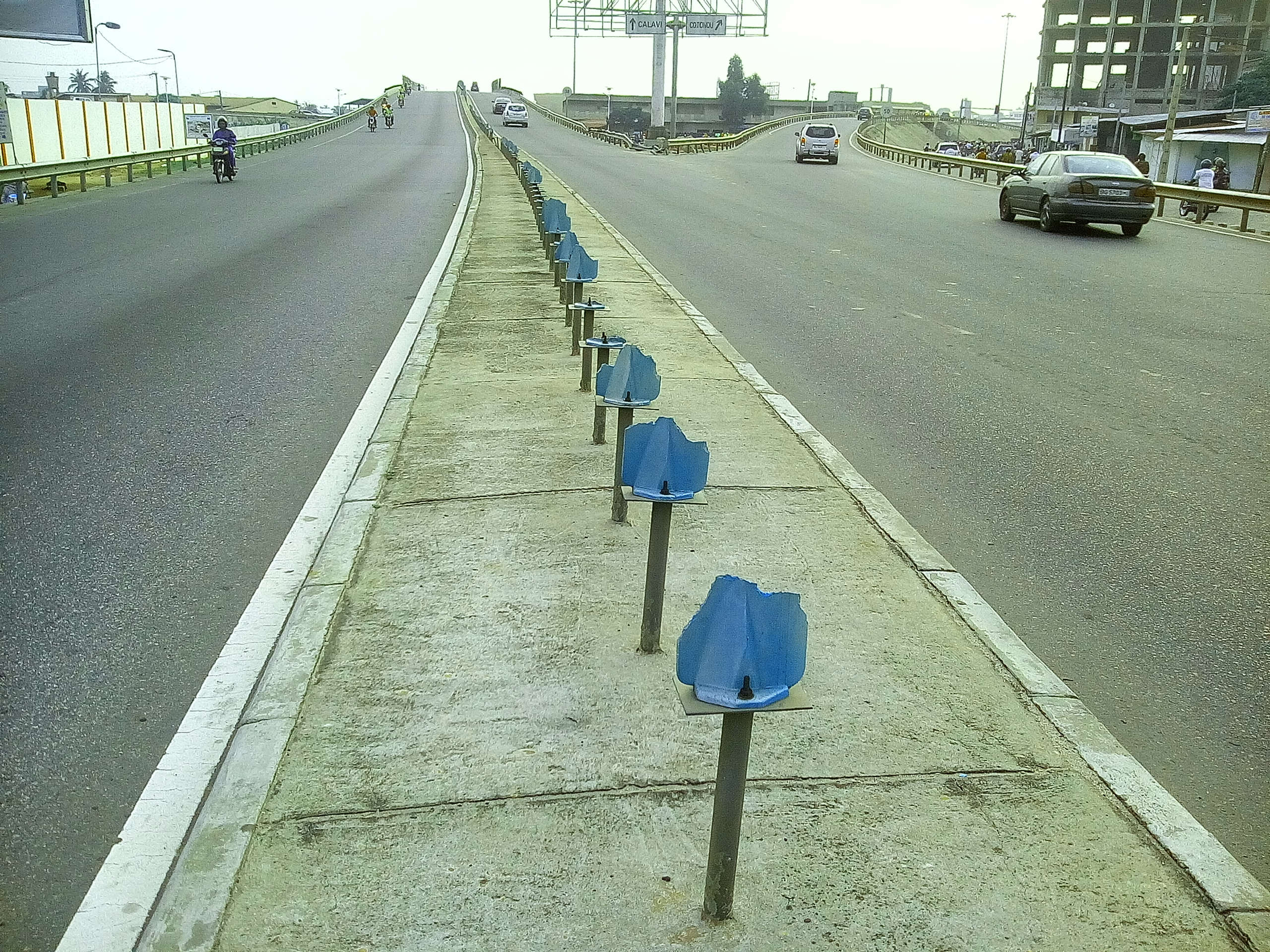
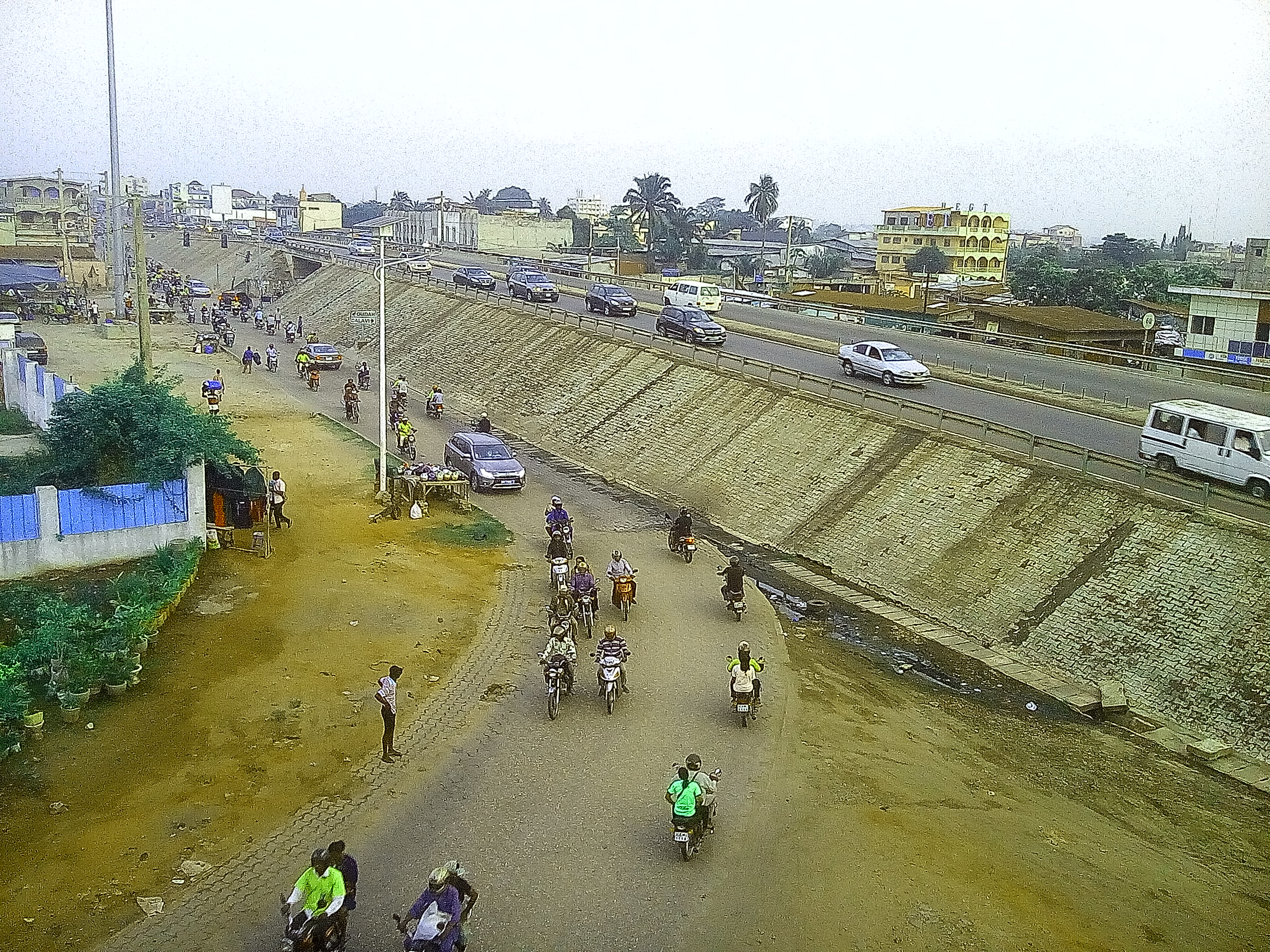
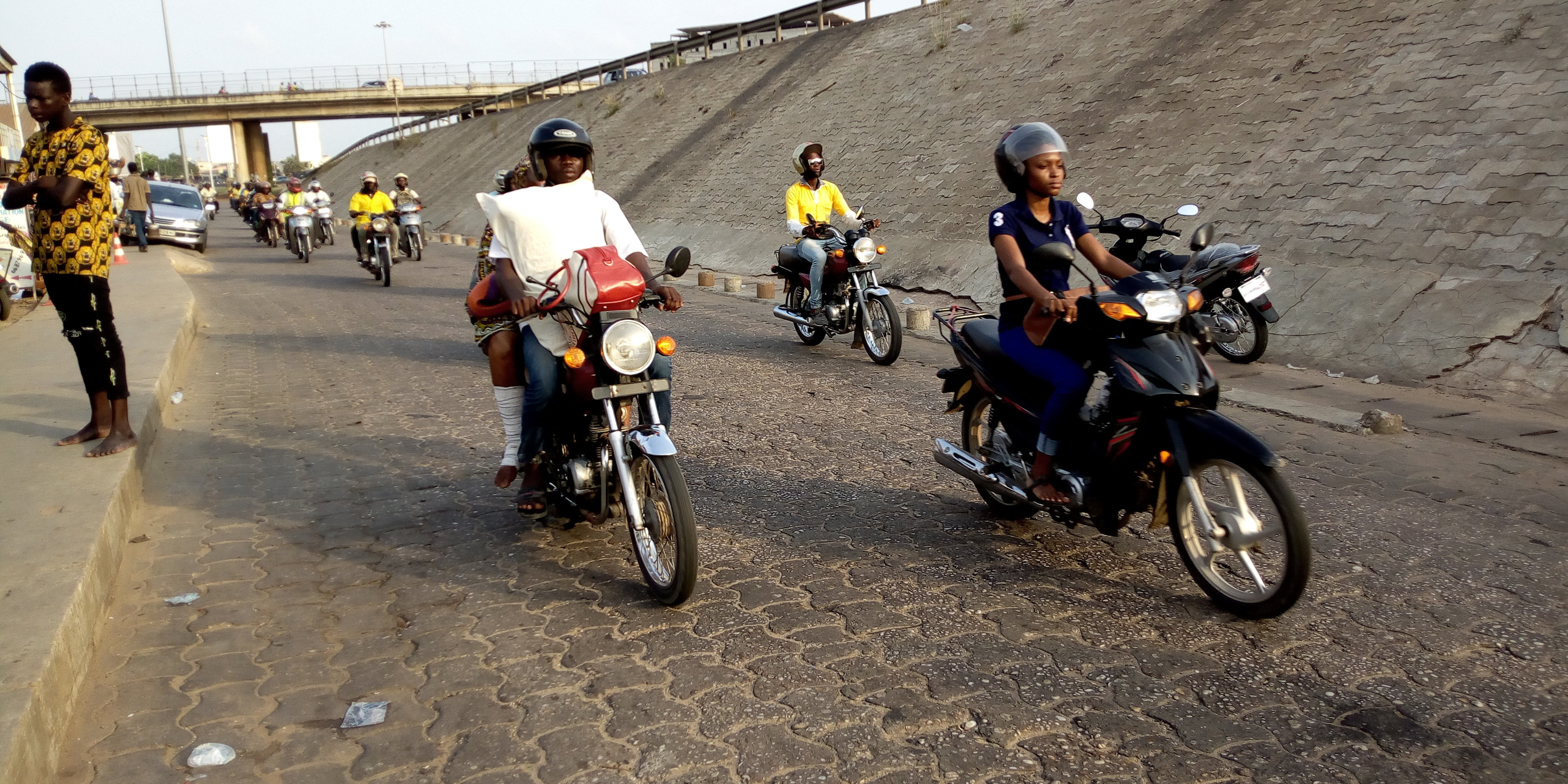
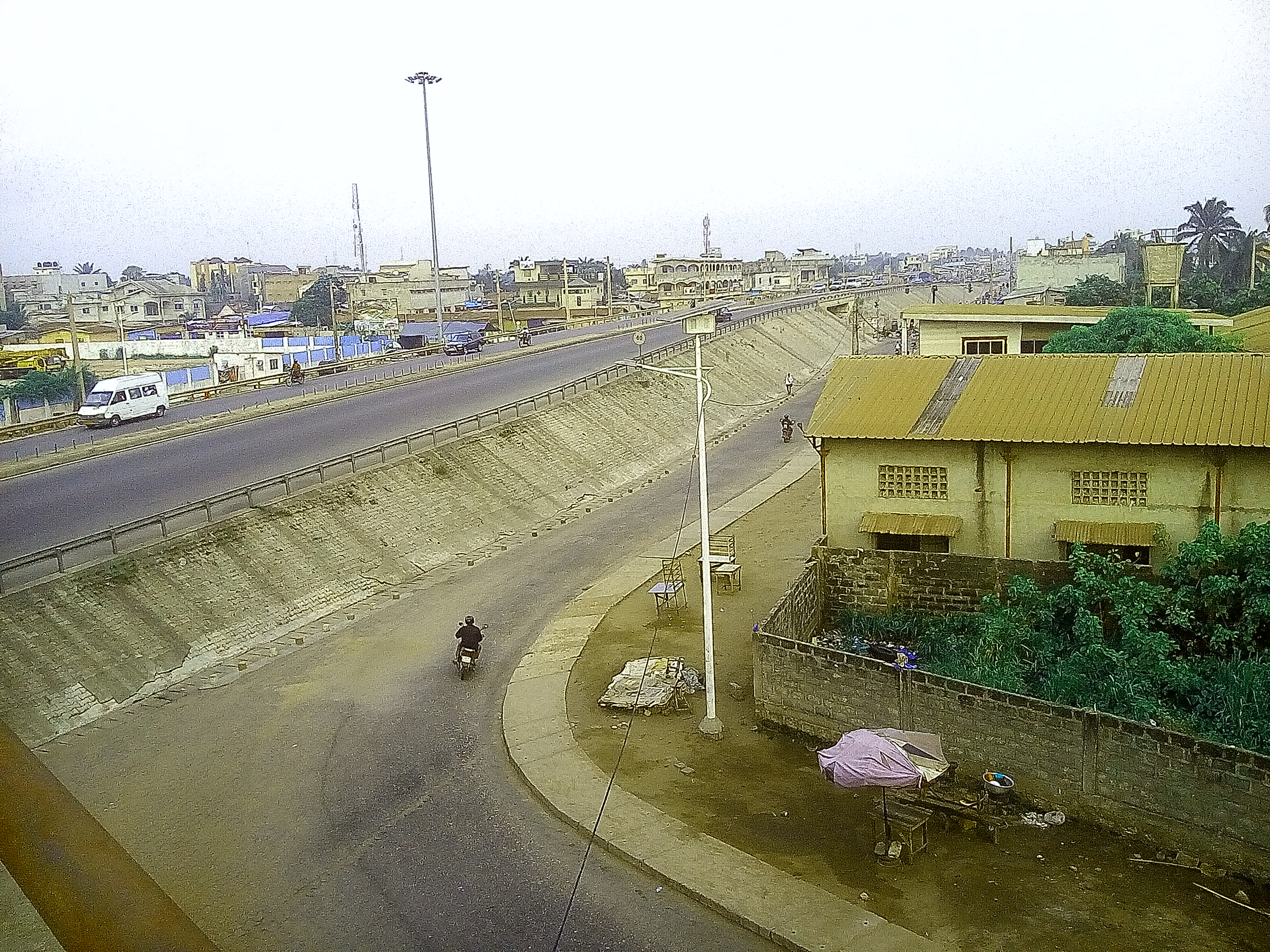
Vue de haut de l'échangeur de godomey.